# Фила (дъщеря на Деметрий)
Вижте пояснителната страница за други личности с името Фила.
Фила (на старогръцки: Φίλα, Phila) е дъщеря на Деметрий I Полиоркет и любовницата му Ламия.
Нейният баща е цар на Древна Македония през 294 пр.н.е.-288 пр.н.е. Нейната майка е прочута хетера от Атина.
Един привърженик на Деметрий с името Adeimantos построил един храм в Лампсакос, в който Фила е изобразена като Афродита.